# بیریا (غذا)
بیریا (به اسپانیولی: Birria اسپانیایی: [ˈbirja] ()) یک غذای مکزیکی از ایالت جالیسکو است. این غذا یک سوپ یا خورش سنتی آبا و اجدادی است که از ترکیبی از گوشت بز آغشته به سس بر پایه فلفل چیلی، سیر، زیره، برگ بو و آویشن تهیه می‌شود و با حرارت ملایم پخته می‌شود. این غذا نباید با بارباکوآ که در زیر زمین پخته می‌شود اشتباه شود، بیریا به آرامی در قابلمه (اولا) پخته می‌شود. گوشت گاو، گوسفند بره یا جایگزین‌های ویگن گوشت جایگزینهایی برای گوشت بز هستند. می‌توان آن را با پیاز، گشنیز و لیموترش چاشنی دار و تزیین‌کرد. معمولاً تورتیاهای ذرت دست‌ساز همراه آن می‌آید.
در سال‌های اخیر، کسابیریا یک اقتباس محبوب از بیریا بوده‌است، سبکی از تاکو که از یک بیریای گوشتی تشکیل شده‌است که با پنیر ذوب‌شده در تاکو سرو می‌شود که با خواباندن در بیرییا قرمز شده‌است. با این که کسابیریا، که به‌عنوان تاکو قرمز نیز شناخته‌می‌شود، یک غذای سنتی مکزیکی نیست به دلیل محبوبیتش در اینستاگرام در ایالات متحده محبوب شده‌است.

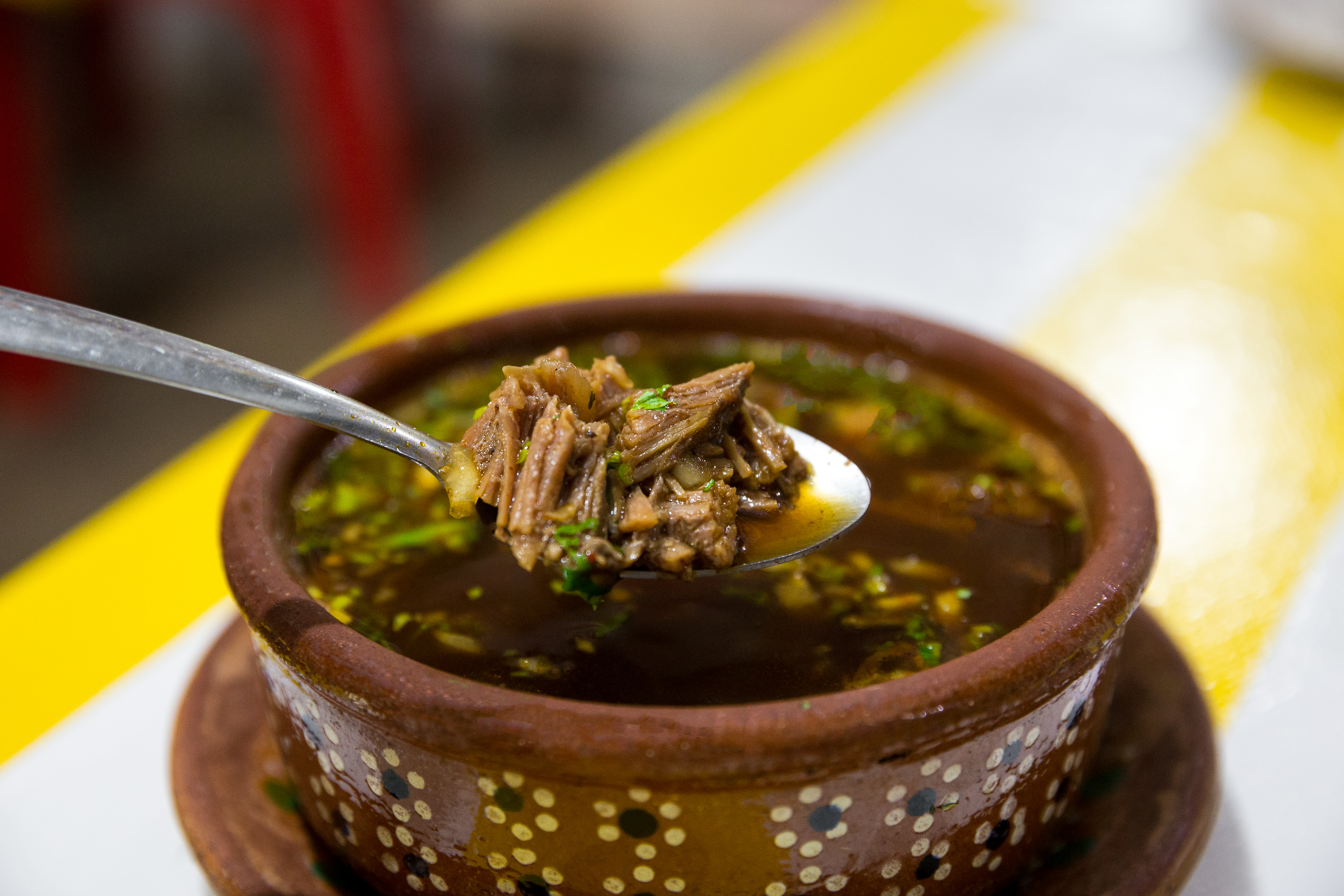
بیریا با کوسومه

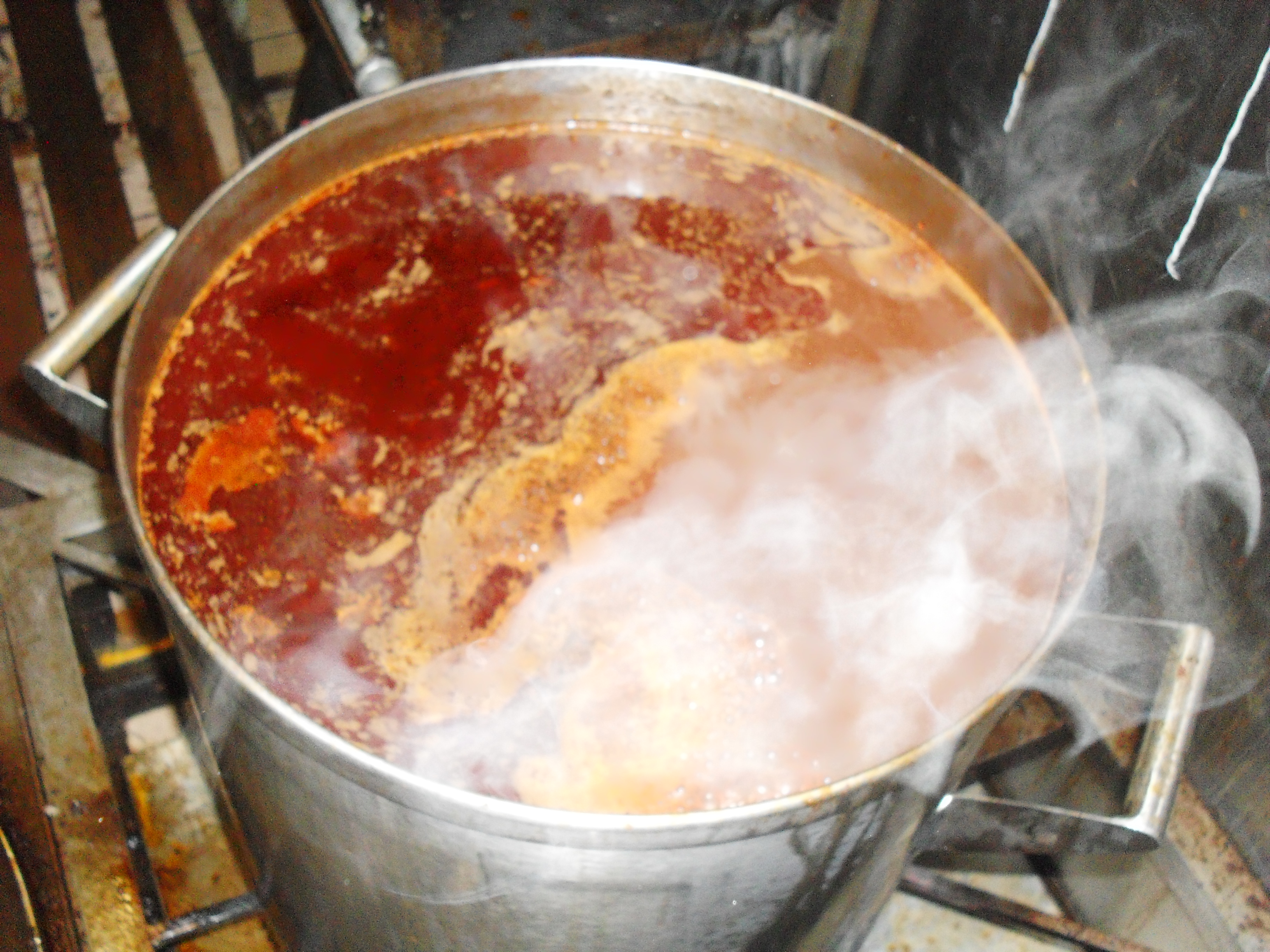
دیگ بیریا

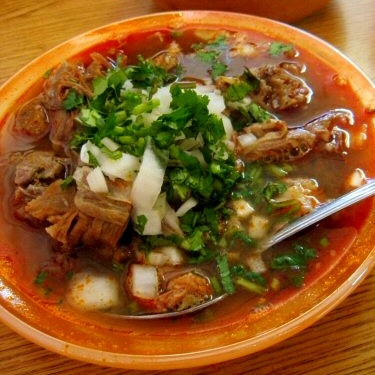
بیریا